# Овьедо, Брандон
Брандон Сакариас Овьедо (исп. Brandon Zacarías Oviedo; род. 25 января 2005 года в Эсейсе, Аргентина) — аргентинский футболист, защитник клуба «Банфилд».

## Карьера
Брандон начинал карьеру в клубе «Депортиво Камионерос» из своей родной провинции. В 2022 году он перебрался в юношеский состав «Банфилда». Его дебют во взрослой команде состоялся 18 ноября 2024 года в матче чемпионате Аргентины с «Тигре», который он отыграл целиком. Неделю спустя защитник заключил со своим клубом первый профессиональный контракт сроком до конца декабря 2027 года. Всего в своём первом сезоне на взрослом уровне он сыграл 4 встречи в рамках аргентинского первенства, появившись на поле во всех оставшихся матчах за исключением последнего тура, когда защитник остался на скамейке запасных. В 2025 году Брандон провёл только 2 игры в Апертуре Аргентины.